# Nederlandse kampioenschappen indooratletiek 2021
De Nederlandse kampioenschappen indooratletiek 2021 werden op zaterdag 20 en zondag 21 februari 2021 georganiseerd. Plaats van handeling was het sportcentrum Omnisport Apeldoorn. Vanwege de coronapandemie werden deze kampioenschappen zonder publiek gehouden.
Ondanks dat vanwege de lockdown-maatregelen door de overheid voorafgaand weinig indoorwedstrijden hadden plaatsgevonden en de deelnemers zich dus verre van optimaal hadden kunnen voorbereiden, was het prestatieniveau opvallend goed. Op de tweede dag werden zelfs twee Nederlandse indoorrecords verbeterd, beide op de 400 m. Bij de vrouwen stelde Femke Bol haar nog geen week oude record van 50,66 s alweer scherper en maakte er ditmaal 50,64 s van. Bij de mannen dook Liemarvin Bonevacia na een spannende strijd als eerste Nederlander ooit onder de 46 secondengrens. Hij won in 45,99 s.
Het NK Indoor Meerkamp werd gehouden in het weekend van 13 en 14 februari in Apeldoorn.

## Uitslagen

### 60 m
| rang   | atleet               | prestatie |
| ------ | -------------------- | --------- |
| Goud   | Joris van Gool       | 6,62 s    |
| Zilver | Chris Garia          | 6,71 s    |
| Brons  | Keitharo Oosterwolde | 6,81 s    |

| rang   | atlete                | prestatie |
| ------ | --------------------- | --------- |
| Goud   | Naomi Sedney          | 7,28 s    |
| Zilver | Jamile Samuel         | 7,28 s    |
| Brons  | Marije van Hunenstijn | 7,38 s    |

### 200 m
| rang   | atleet               | prestatie |
| ------ | -------------------- | --------- |
| Goud   | Onyema Adigida       | 20,90 s   |
| Zilver | Keitharo Oosterwolde | 21,53 s   |
| Brons  | Justin Verheul       | 21,78 s   |

| rang   | atlete           | prestatie |
| ------ | ---------------- | --------- |
| Goud   | Myke van de Wiel | 23,83 s   |
| Zilver | Britt de Blaauw  | 23,94 s   |
| Brons  | Minke Bisschops  | 24,31 s   |

### 400 m
| rang   | atleet              | prestatie |
| ------ | ------------------- | --------- |
| Goud   | Liemarvin Bonevacia | 45,99 s   |
| Zilver | Tony van Diepen     | 46,17 s   |
| Brons  | Jochem Dobber       | 46,51 s   |

| rang   | atlete         | prestatie |
| ------ | -------------- | --------- |
| Goud   | Femke Bol      | 50,64 s   |
| Zilver | Lieke Klaver   | 51,21 s   |
| Brons  | Marit Dopheide | 53,17 s   |

### 800 m
| rang   | atleet         | prestatie |
| ------ | -------------- | --------- |
| Goud   | Djoao Lobles   | 1.46,65   |
| Zilver | Thijmen Kupers | 1.47,75   |
| Brons  | Jurgen Wielart | 1.48,16   |

| rang   | atlete       | prestatie |
| ------ | ------------ | --------- |
| Goud   | Britt Ummels | 2.05,01   |
| Zilver | Bregje Sloot | 2.05,21   |
| Brons  | Suus Althof  | 2.08,76   |

### 1500 m
| rang   | atleet            | prestatie |
| ------ | ----------------- | --------- |
| Goud   | Bram Anderiessen  | 3.41,20   |
| Zilver | Mahadi Abdi Ali   | 3.41,71   |
| Brons  | Valentijn Weinans | 3.42,79   |

| rang   | atlete            | prestatie |
| ------ | ----------------- | --------- |
| Goud   | Anne Knijnenburg  | 4.26,49   |
| Zilver | Jetske van Kampen | 4.26,65   |
| Brons  | Lotte Krause      | 4.27,89   |

### 3000 m
| rang   | atleet          | prestatie |
| ------ | --------------- | --------- |
| Goud   | Mike Foppen     | 7.52,97   |
| Zilver | Tim Verbaandert | 7.56,52   |
| Brons  | Filmon Tesfu    | 8.01,86   |

| rang   | atlete         | prestatie |
| ------ | -------------- | --------- |
| Goud   | Maureen Koster | 8.56,69   |
| Zilver | Bo Ummels      | 9.12,95   |
| Brons  | Diane van Es   | 9.16,22   |

### 60 m horden
| rang   | atleet      | prestatie |
| ------ | ----------- | --------- |
| Goud   | Koen Smet   | 7,65 s    |
| Zilver | Mark Heiden | 8,02 s    |
| Brons  | Sven Roosen | 8,09 s    |

| rang   | atlete        | prestatie |
| ------ | ------------- | --------- |
| Goud   | Nadine Visser | 7,90 s    |
| Zilver | Zoë Sedney    | 7,98 s    |
| Brons  | Anouk Vetter  | 8,29 s    |

### verspringen
| rang   | atleet        | prestatie |
| ------ | ------------- | --------- |
| Goud   | Pieter Braun  | 7,43 m    |
| Zilver | Damian Felter | 7,21 m    |
| Brons  | David Cairo   | 7,15 m    |

| rang   | atlete          | prestatie |
| ------ | --------------- | --------- |
| Goud   | Anouk Vetter    | 6,42 m    |
| Zilver | Pauline Hondema | 6,41 m    |
| Brons  | Tara Yoro       | 6,23 m    |

### hink-stap-springen
| rang   | atleet            | prestatie |
| ------ | ----------------- | --------- |
| Goud   | Daan Hoomoedt     | 14,94 m   |
| Zilver | Tarik Tahiri      | 14,40 m   |
| Brons  | Winjaris Windster | 14,17 m   |

| rang   | atlete            | prestatie |
| ------ | ----------------- | --------- |
| Goud   | Daniëlle Spek     | 12,46 m   |
| Zilver | Kellynsia leerdam | 12,14 m   |
| Brons  | Nina Borger       | 11,93 m   |

### hoogspringen
| rang   | atleet       | prestatie |
| ------ | ------------ | --------- |
| Goud   | Douwe Amels  | 2,20 m    |
| Zilver | Ridzerd Punt | 2,07 m    |
| Brons  | Jamie Sesay  | 2,07 m    |

| rang   | atlete           | prestatie |
| ------ | ---------------- | --------- |
| Goud   | Jeanelle Scheper | 1,88 m    |
| Zilver | Britt Weerman    | 1,84 m    |
| Brons  | Melissa de Haan  | 1,78 m    |

### polsstokhoogspringen
| rang   | atleet        | prestatie |
| ------ | ------------- | --------- |
| Goud   | Menno Vloon   | 5,72 m    |
| Zilver | Sam Kranse    | 4,77 m    |
| Brons  | Owen Beuckens | 4,77 m    |

| rang   | atlete               | prestatie |
| ------ | -------------------- | --------- |
| Goud   | Fleur van der Linden | 4,01 m    |
| Zilver | Kristina Tergau      | 3,71 m    |
| Brons  | Sanne Eekel          | 3,56 m    |

### kogelstoten
| rang   | atleet         | prestatie |
| ------ | -------------- | --------- |
| Goud   | Sven Poelmann  | 19,34 m   |
| Zilver | Mattijs Mols   | 18,72 m   |
| Brons  | Bjorn Van Kins | 16,93 m   |

| rang   | atlete            | prestatie |
| ------ | ----------------- | --------- |
| Goud   | Jessica Schilder  | 18,19 m   |
| Zilver | Melissa Boekelman | 17,00 m   |
| Brons  | Benthe König      | 16,98 m   |

### Zevenkamp/Vijfkamp[1]
| rang   | atleet        | prestatie |
| ------ | ------------- | --------- |
| Goud   | Rik Taam      | 5903 p    |
| Zilver | Rody de Wolff | 5800 p    |
| Brons  | Sven Jansons  | 5755 p    |

| rang   | atlete           | prestatie |
| ------ | ---------------- | --------- |
| Goud   | Nadine Broersen  | 4514 p    |
| Zilver | Melissa de Haan  | 4232 p    |
| Brons  | Anne van de Wiel | 4148 p    |

1969 · 
1970 · 
1971 · 
1972 · 
1973 · 
1974 · 
1975 · 
1976 · 
1977 · 
1978 · 
1979 ·
1980 · 
1981 · 
1982 · 
1983 · 
1984 · 
1985 · 
1986 · 
1987 · 
1988 · 
1989 · 
1990 · 
1991 · 
1992 · 
1993 · 
1994 · 
1995 · 
1996 · 
1997 · 
1998 · 
1999 · 
2000 · 
2001 · 
2002 · 
2003 · 
2004 · 
2005 · 
2006 · 
2007 · 
2008 · 
2009 · 
2010 · 
2011 · 
2012 · 
2013 · 
2014 ·
2015 ·
2016 ·
2017 ·
2018 ·
2019 · 
2020 · 
2021 · 
2022 · 
2023 · 
2024 · 
2025